# Patrick Hürlimann
Patrick Hürlimann (* 9. Juli 1963 in Zug) ist ein ehemaliger Schweizer Curler und Olympiasieger. Er spielte für den Curlingclub Lausanne-Olympique auf der Position des Skip.

## Leben
Hürlimann nahm dreimal an Europameisterschaften und sechsmal an Weltmeisterschaften teil. Er gewann drei WM-Medaillen: 1989 in Milwaukee Silber, 1996 in Hamilton und 1999 in Saint John jeweils Bronze. Seinen grössten Erfolg erzielte er bei den Olympischen Winterspielen 1998 in Nagano: Zusammen mit Patrik Lörtscher, Daniel Müller, Diego Perren und Dominic Andres gewann er die Goldmedaille.
Nach der WM 2002 gab Hürlimann seinen Rücktritt vom Spitzensport bekannt. Er war daraufhin bis 2006 Schweizer Nationaltrainer. Bei der WM 2008 spielte er vorübergehend im Team St Galler Bär auf der Position des Third, kam jedoch nicht über den enttäuschenden elften Platz hinaus.
Hürlimann gehört dem Exekutivrat der World Curling Federation an und leitet deren Marketing- und Kommunikationskommission. Er entwickelte das Punktesystem zur Ermittlung der Curling-Weltrangliste.
Hürlimann ist der Vater der Curlingspielerin Briar Schwaller-Hürlimann, die mit Yannick Schwaller verheiratet ist.